# Lignotuber

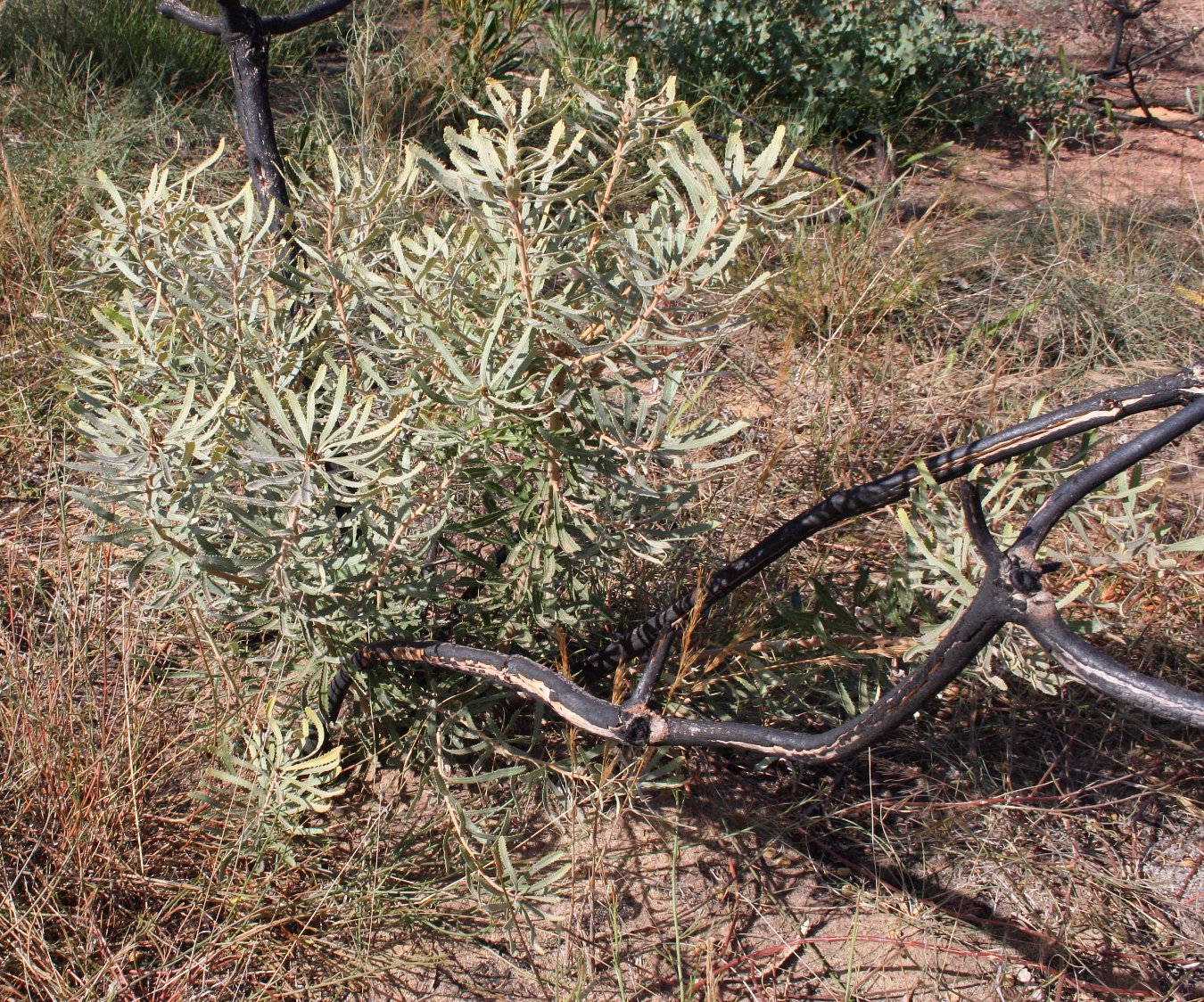
Aus dem Lignotuber sich regenerierende Banksia attenuata.

Ein Lignotuber ist eine verholzte Verdickung an der Basis von Stämmen verholzter Pflanzen, die „schlafende Augen“, auch „schlafende Knospen“, enthält.
Lignotuber kommen bei vielen Eukalypten-Arten, aber auch anderen Arten der Familie der Myrtengewächse (Myrtaceae), besonders in Australien, insbesondere in der Vegetationsform Mallee vor. Diese Verdickung sitzt auf Höhe der Erdoberfläche oder knapp darunter und kann auch vollständig unterirdisch sein. Neben den „schlafenden Knospen“ enthält sie auch Nährstoffe.
Werden die oberirdischen Pflanzenteile durch einen Waldbrand, ein Hochwasser oder Tierfraß zerstört, wird der Lignotuber meist nicht beschädigt und das Gehölz kann von dort aus Proventivknospen neu austreiben, sodass in kurzer Zeit eine neue Krone entsteht. Durch die im Lignotuber enthaltenen Nährstoffe kann die verholzte Pflanze auch einige Zeit ohne Photosynthese wachsen.